# إبراهيم كانو
إبراهيم علي كانو مؤسس وأول مدير لإذاعة البحرين، والمستشار السابق في وزارة الإعلام والديوان الأميري لأمير دولة البحرين الراحل الشيخ عيسى بن سلمان آل خليفة.

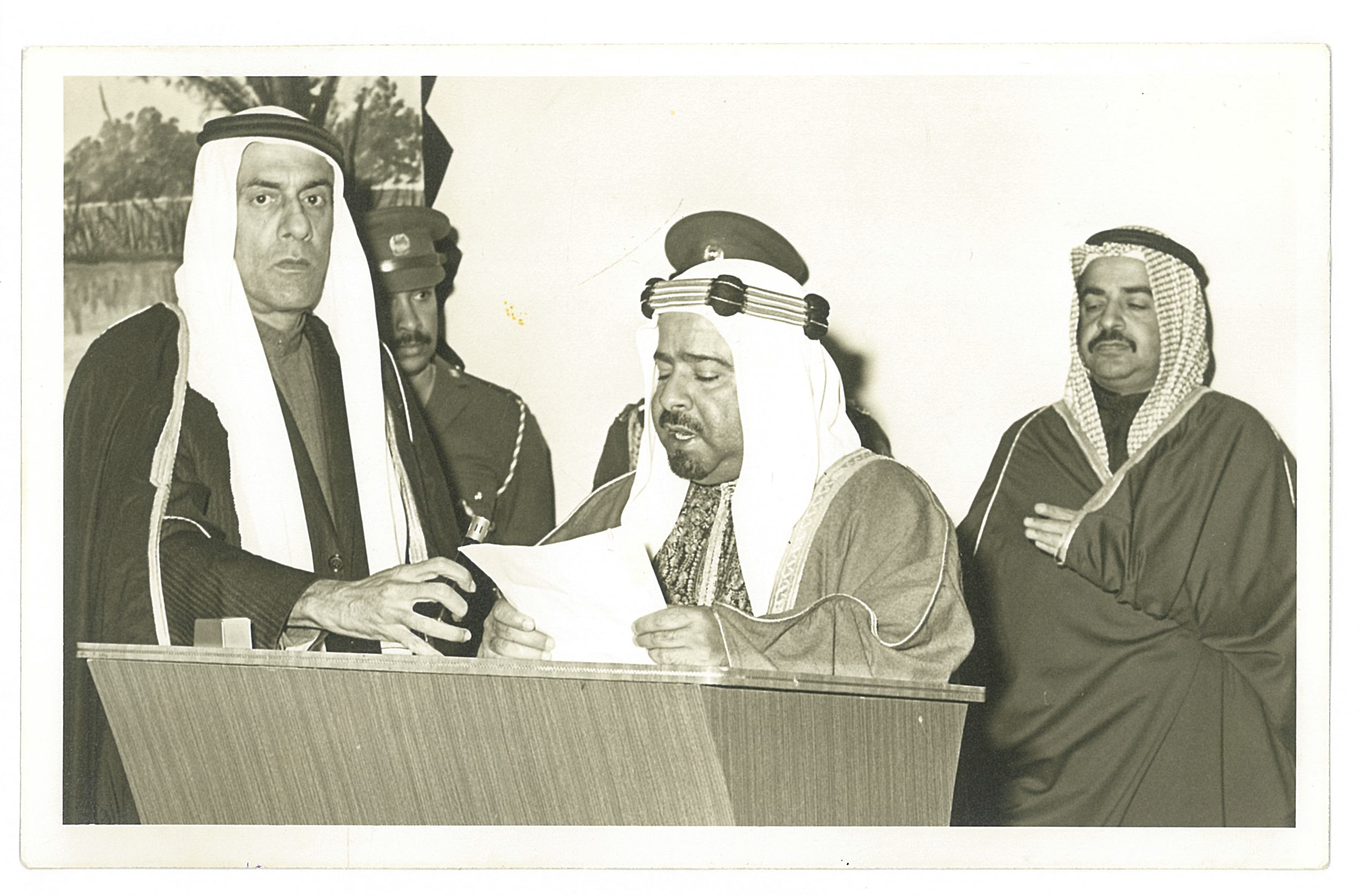
صور من خطاب عيد الجلوس لسمو الأمير الراحل الشيخ عيسى بن سلمان آل خليفة في بداية الستينات ومعه صاحب السمو الشيخ خليفة بن سلمان آل خليفة والمغفور له الشيخ عيسى بن راشد آل خليفة والمرحوم إبراهيم كانو

## عن حياته
ولد إبراهيم كانو في مدينة المنامة عاصمة مملكة البحرين في عام 1921. عاش في بداية حياته في فريج (كانو)، الفريج المعروف في مدينة المنامة. تلقى تعليمه في مدارس البحرين ومن ثم اكمل دراسته في الجامعة الأمريكية في بيروت. وعندما كان طالباً برزت مواهبه المتعددة وكان شغوفاً بالقراءة محباً للثقافة وفنونها مهتماً بالتراث العربي الإسلامي وخاصة كتب الشعر العربي الذي كان خير من ألقاه واجاده في ترديده في المناسبات والاحتفالات الرسمية التي كانت تنظم في الأربعينات من القرن الماضي.
بدأ الأستاذ إبراهيم كانو مشوار حياته مبكراً... كما كان يفعل أقرانه في تلك السنين، وبالرغم من انه كان ينتمي إلى عائلة (كانو) العريقة المعروفة إلا انه استهل مشواره معتمداً على نفسه، فسار في دروب الحياة خطوة خطوة بالكفاح والصبر والجد رغم صعوبة الظروف. وقد عمل موظفاً في منطقة (عَرْعَرْ) الواقعة قرب خط التابلاين التابع لشركة (أرامكو) في شمال المملكة العربية السعودية. عاد إلى البحرين بعد ذلك فاشتغل في بلدية المنامة وبعدها في شركة نفط البحرين (بابكو) لفترة من الزمن.

## الرياضة
شغفه بالعلم وحبه للثقافة دفعه إلى مورد العلم والتعليم حيث عمل في المدرسة الشرقية بالمنامة كمدرس للتربية البدنية التي كان محباً لها. كانت الرياضة إحدى الهوايات المهمة في حياته فهو أحد المجيدين والبارزين فيها، فقد مارسها كحارساً للمرمى وحكماً وإدارياً ناجحاً. كذلك يعتبر من أول الحكام الذين مارسوا تحكيم عدة العاب في مقدمتها كرة القدم ضمن الدوري العام. ظل وفياً للرياضة يعمل من أجل تقديمها ورقِّيها من خلال عضويته في نادي النسور (نادي الأهلي حالياً) الذي كان أحد أعضائه المهمين وأسهم في تطوير الرياضية البحرينية وفق الامكانات المتاحة.
ترك إبراهيم كانو وراءه تاريخاً رياضياً وأبناء رياضيين في مقدمتهم عمالق كرة السلة البحرينية والنادي الأهلي علي كانو أحد نجوم كرة الطاولة البحرينية وخالد كانو الرئيس الحالي للنادي الأهلي، ويوسف كانو رئيس جهاز كرة السلة بالنادي الأهلي.

## الإذاعة
تم اختيار الأستاذ إبراهيم كانو لتأسيس إذاعة البحرين بعدما أُعجب حاكم البحرين الشيخ سلمان بن حمد آل خليفة بصوته وأداءه في إحدى الحفلات في عين عذاري. وفي عام 1955، افتتح الشيخ سلمان بن حمد آل خليفة محطة إذاعة البحرين تحت إدارة إبراهيم كانو وإشراف جيمس بلجريف، ابن السير تشارلز بلجريف مستشار حاكم البحرين في ذلك الوقت.
عرفت البحرين الأستاذ إبراهيم كانو عضواً فعالاً في الحركة المسرحية في البحرين عبر تاريخها الحافل الممتد خلال الثلاثينيات والأربعينيات من القرن الماضي في مجال التأليف والتمثيل المسرحي، حيث وقف على خشبة المسرح مجسداً للعديد من الشخصيات المعروفة في التراث العربي الإسلامي. عُرِف عنه انه كان يقوم بإلقاء قصائد الشاعر الشيخ أحمد بن محمد آل خليفة الذي ارتبط معه بعلاقة صداقة وطيدة امتدت إلى مدى سنين طويلة بدأت بالشعر وحب الشعر واستمرت علاقة اخوية وثيقة. وقد انعكس شغفه بالشعر العربي واللغة العربية وآدابها على عمله الإذاعي إذ تظم مكتبة إذاعة البحرين حالياً مجموعة نادرة من التسجيلات الصوتية للقصائد والإبتهالات الدينية التي كان يلقيها عبر ميكرفونات إذاعة البحرين خاصة في شهر رمضان المبارك والتي مازالت تشد إليها قلوب المستمعين بصوته الرخيم القوي المعبر.
خلال السنوات الطويلة التي قضاها الاستاذ إبراهيم كانو بين استديوهات إذاعة البحرين غرس في ساحة العمل الإذاعي بذور الإخلاص في العمل، والتواصل مع المستمعين، وتقديم الجديد والطريف من الأفكار والبرامج المشوقة، رغم قلة الإمكانيات وقلة عدد المذيعين ومعدي البرامج ومخرجيها. إلتحق في بداية عمله بالإذاعة بدورة تدريبية في إذاعة الشرق الادنى التي كانت تبث برامجها من قبرص. وكذلك إبتُعِث إلى هيئة الإذاعة البريطانية في لندن لتلقي دورة تدريبية في فنون العمل الاذاعي إعداداً وإخراجاً وإذاعة.

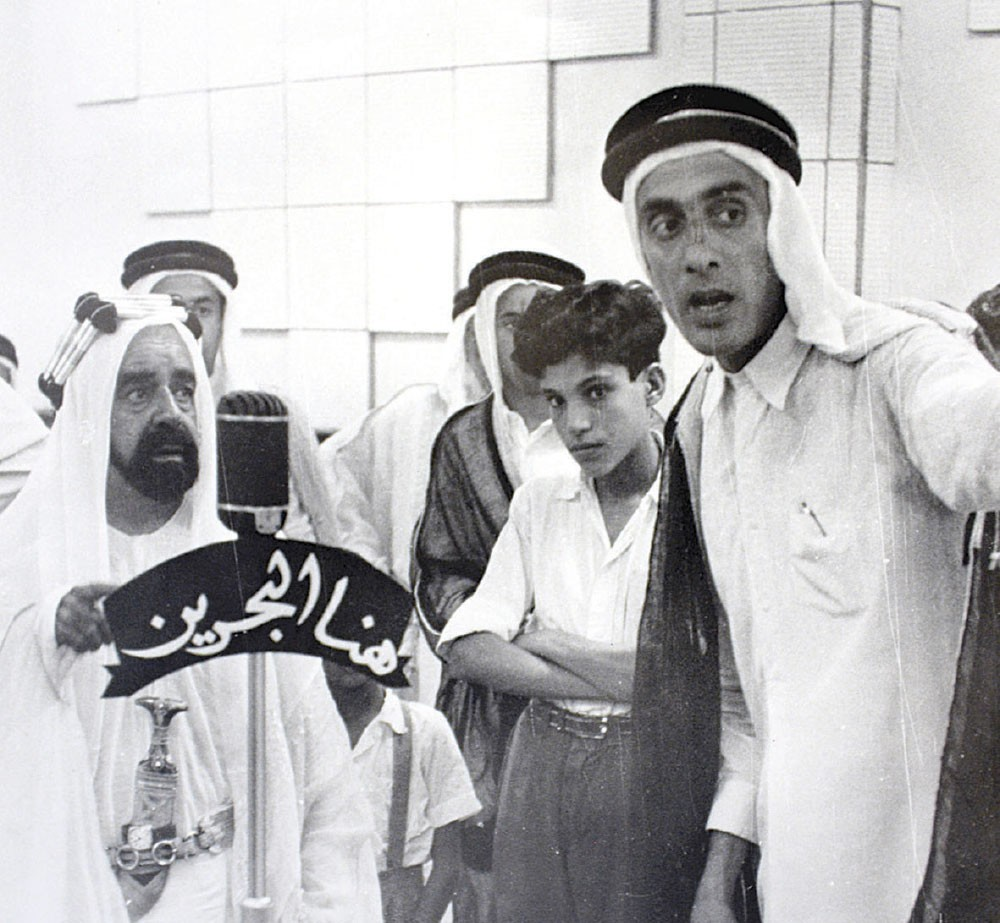
صورة لحاكم البحرين المغفور له الشيخ سلمان بن حمد آل خليفة والمرحوم إبراهيم كانو في افتتاح الإذاعة، 21 يوليو 1955.

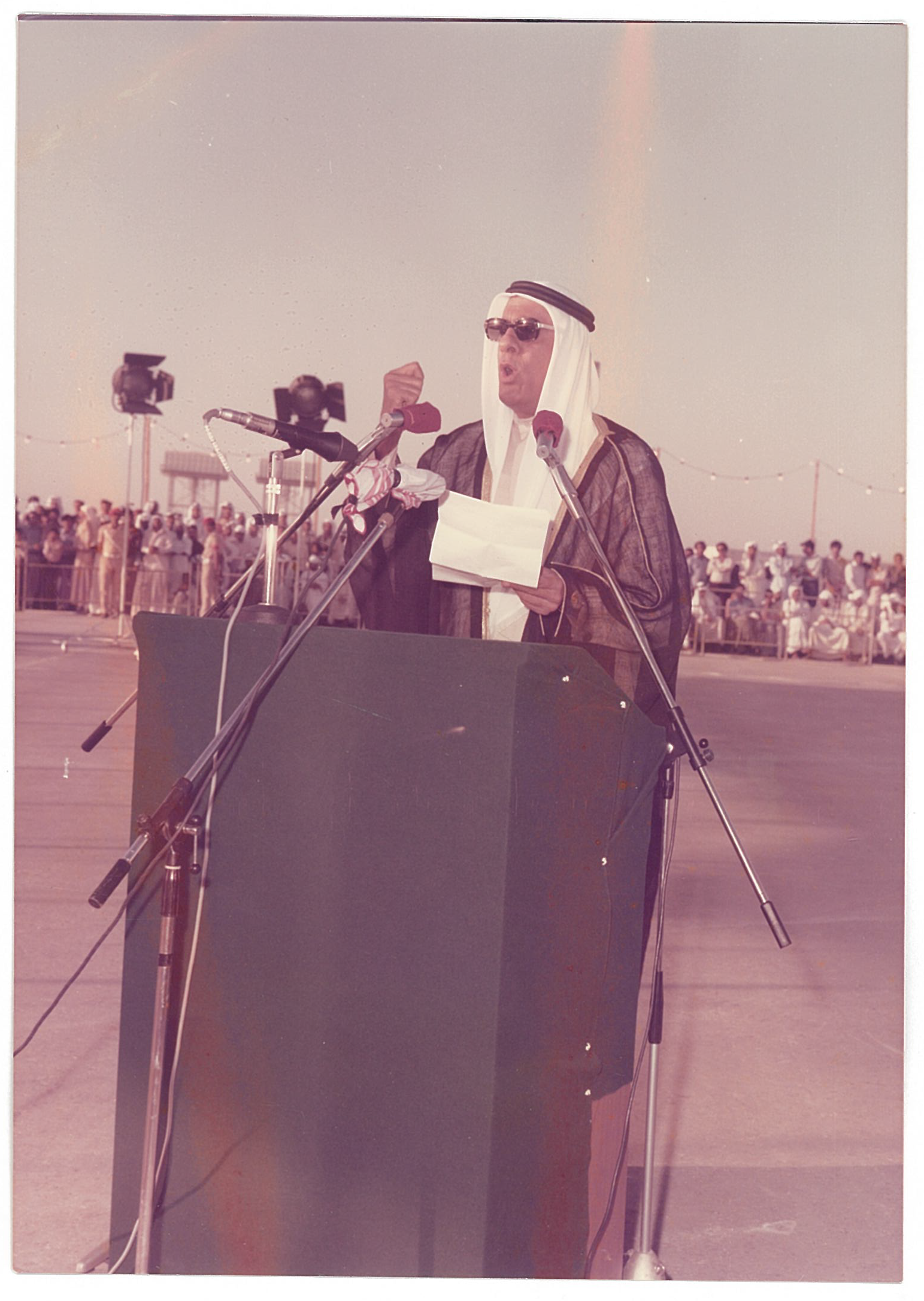
المرحوم إبراهيم كانو في افتتاح جسر الملك فهد، 1986.

فتح الاستاذ إبراهيم كانو أبواب الإذاعة أمام أبناء البحرين الموهوبين الذين وجدوا في اروقتها الجو الملائم والمكان المناسب لإبرازمواهبهم وإظهارها في هيئة برامج إذاعية ناجحة كانت آذان المستمعين تتابعها بشغف واهتمام، ليس في البحرين فحسب ولكن في عموم منطقة الخليج. وقد وجدوا منه كل توجيه وارشاد، وكان دوره بارزاً في صقلهم ودفعهم إلى مزيد من العطاء والإبداع. كرمته وزارة الإعلام تقديراً لجهوده البناءة وعطائه المخلص عندما اختارته مستشاراً إعلامياً في الوزارة. وفي عام 1990 تم اطلاق اسمه على أحد أكبر استديوهات إذاعة البحرين.